# NGC 2745
NGC 2745 is een lensvormig sterrenstelsel in het sterrenbeeld Kreeft. Het hemelobject werd op 28 maart 1864 ontdekt door de Duitse astronoom Albert Marth.

## Synoniemen
- ZWG 90.64
- NPM1G +18.0219
- PGC 25478